# Cartela (historieta)
La cartela o cartucho es un espacio rectangular que sirve para recoger texto dentro de una historieta, pero que se coloca siempre fuera de la viñeta  o entre dos diferentes, distinguiéndose del globo de la historieta.  Su posición más frecuente es la horizontal. La cartelera también se denomina como la parte que explica lo que sucede en la viñeta.

## Denominación
No existe un consenso entre los teóricos a la hora de denominar este elemento icónico, pero textos clásicos como Cómo dibujar historietas (1966) y Para hacer historietas (1978) optan por cartela.
Las historietas son narraciones hechas con una secuencia de dibujos y pueden tener o no texto. Pueden publicarse en papel o en formato digital y pueden ser una publicación en sí misma o aparecer en otro tipo de publicación, por ejemplo, en un periódico las cartelas hacen parte de las historietas

## Funciones
José M.ª Parramón indica que sirve para explicar o aclarar algún hecho o situación determinada; Juan Acevedo o Jesús Cuadrado, para incluir el discurso del narrador o "voz de afuera". De forma semejante Roberto Aparici asigna a la cartela la función de dar voz al narrador, diferenciándola del cartucho, que tiene por misión enlazar viñetas. Luis Gasca y Román Gubern son más precisos y, siguiendo la terminología de Roland Barthes, le atribuyen dos funciones:
- La de anclaje, si aclara el contenido de la imagen, y
- la de conmutación, si facilita la continuidad narrativa.[5]

Hay que añadir que también puede usarse para intentar ganarse la complicidad del lector. Por su parte, Toni Guiral se burla de los guionistas que abusan del cartucho, repitiendo algo que ya expresa la imagen.
Otra posible función, adoptada por autores como Frank Miller, es la de mostrar pensamientos de los personajes, sustituyendo así a los globos de texto con formas "de nube", añadiendo de esta manera mayor seriedad a la narración, convirtiendo  al personaje, el "actor", en un narrador, no teniendo éste que expresar "en voz alta" sus pensamientos.

## Variantes
Acevedo indica que la neutralidad de la cartela 

"Ha sido una especie de reto para los historietistas que desde los inicios se dedicaron a violarla: incluyeron en ella el rostro de quien narraba o una acción dibujada, alteraron u omitieron la silueta de la cartela, etc. Gracias a estos esfuerzos se ha llegado en muchos casos a la integración entre palabra escrita e imagen mediante la cartela".

En el amplio muestrario de viñetas que recogen Gasca y Gubern aparecen además algunas con forma de pergamino o que incluyen onomatopeyas de disparos.